# USS Thresher (SSN-593)
USS Thresher (SSN-593) byla americká útočná ponorka stejnojmenné třídy s jaderným pohonem. Postavena byla v letech 1958–1961 loděnicí Portsmouth Naval Shipyard. Thresher byl vůbec první jadernou ponorkou ztracenou při havárii a při jejím potopení byly také nejhorší ztráty na životech – zemřelo všech 129 členů posádky v čele s kapitánem Johnem W. Harveyem. K nehodě došlo 10. dubna 1963 u pobřeží Nové Anglie při zkouškách ponoru do velkých hloubek. Příčina katastrofy nebyla zcela objasněna, pravděpodobně ji zavinilo špatně svařené potrubí ve strojovně. O třídě Thresher se od té doby hovoří též jako o třídě Permit – podle druhé postavené jednotky.
Druhou jadernou ponorkou, kterou s 99 muži americké námořnictvo ztratilo o pět let později, byl USS Scorpion.